# FK Lviv
Maillots
Le Futbolny klub Lviv (en ukrainien : футбольний клуб «Львів») est un club de football ukrainien basé à Lviv.

## Historique

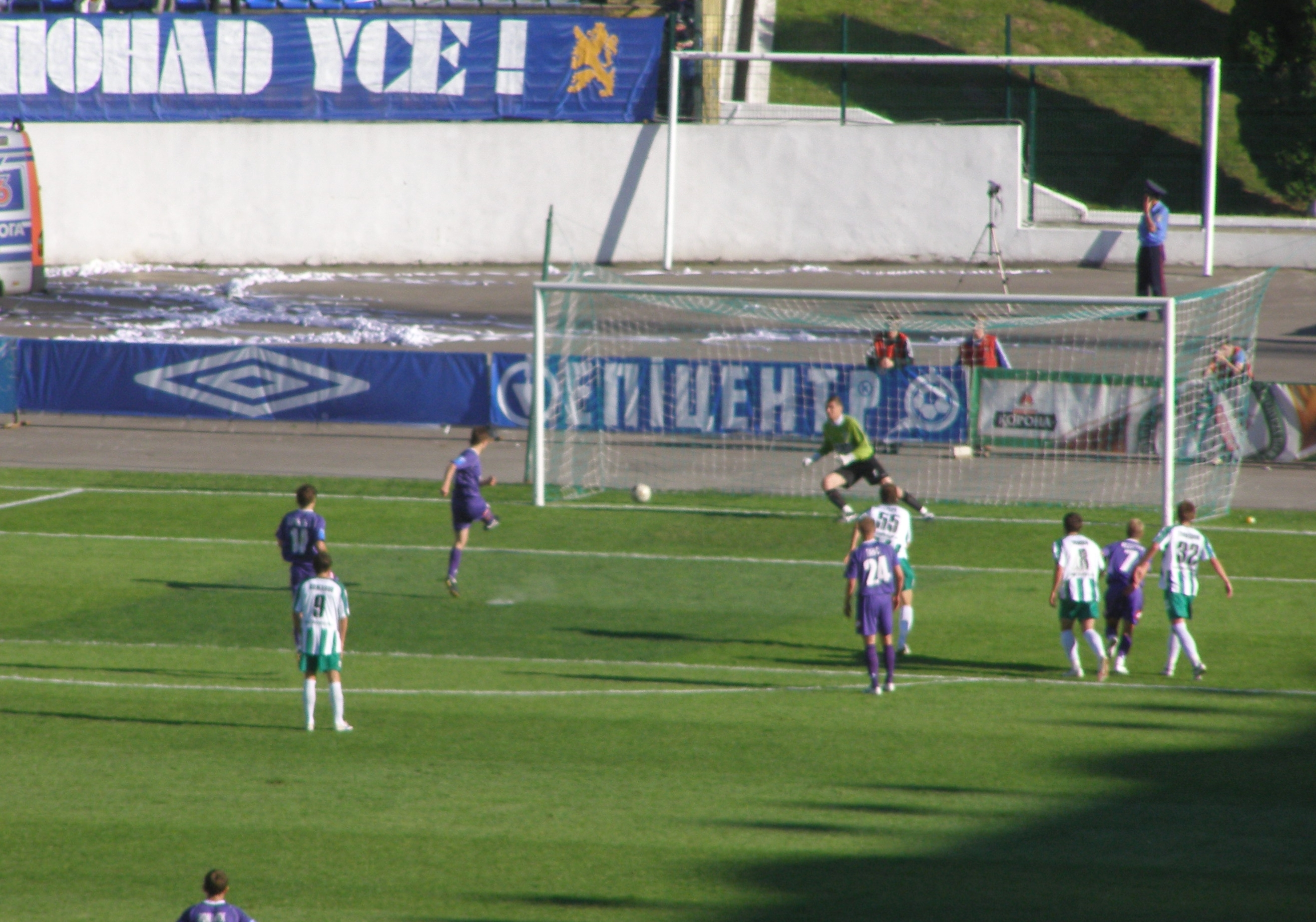
Pénalty tiré par Hryhoriy Baranets dans le derby de Lviv le 26 mai 2009.

### Génèse
Un premier club nommé FK Lviv est fondé en 1992 et commence dans les championnats locaux avant de monter en troisième division dès 1994. Après seulement une saison en troisième division et une 2e plaace le club est promu en seconde division. Ce club disputera six saisons en deuxième division et finira au mieux à la 5e place. Ce premier FK Lviv va aussi atteindre à deux reprises les quarts de finale de la Coupe d'Ukraine. En 2001, le club est repris par l'autre club de la ville, le Karpaty Lviv, et devient son équipe réserve sous le nom FK Karpaty Lviv 2.
Le nouveau FK Lviv est fondé en 2006 et n'a aucun lien avec l'ancien club. Ce nouveau club récupère la place du FK Skala Stry, qui était en faillite, en Perscha Liha la deuxième division.

### Dates clés
- 2006 : fondation du club, le FK Lviv créé en 2006 n'a aucune relation avec le club qui opéra de 1992 à 2001, celui ci remplace en Perscha Liha, la deuxième division, le club de FK Skala Stry qui vient de faire faillite.
- 2008 : première participation à la Premier-Liga après avoir terminé vice-champion de deuxième division. Mais le club ne séjourne qu'une saison en première division en terminant à la 15e place lors de la saison 2008-2009.
- 2011 : Le FK Lviv termine avant dernier lors de la saison 2011-2012 et est relégué en troisième division, il arrête alors son activité jusqu'en 2016.
- 2016 : Le club redémarre en quatrième division, et sera admis en troisième division pour la saison 2017-2018.
- 2018 : fusion avec le Veres Rivne et retour en Premier-Liga en prenant la place du Veres Rivne.

## Bilan par saison
| Saison    | Championnat  | Championnat  | Championnat  | Championnat  | Championnat  | Championnat  | Championnat  | Championnat  | Championnat  | Championnat  | Coupe d'Ukraine     |
| Saison    | Division     | Pos          | Pts          | J            | V            | N            | D            | BP           | BC           | Diff         | Coupe d'Ukraine     |
| --------- | ------------ | ------------ | ------------ | ------------ | ------------ | ------------ | ------------ | ------------ | ------------ | ------------ | ------------------- |
| 2006-2007 | 2e           | 11e          | 47           | 36           | 13           | 8            | 15           | 45           | 45           | 0            | Huitièmes de finale |
| 2007-2008 | 2e           | 2e           | 74           | 38           | 23           | 5            | 10           | 58           | 29           | +29          | Huitièmes de finale |
| 2008-2009 | 1re          | 15e          | 47           | 32           | 13           | 8            | 11           | 31           | 33           | -2           | Huitièmes de finale |
| 2009-2010 | 2e           | 4e           | 63           | 34           | 19           | 6            | 9            | 49           | 22           | +27          | 32es de finale      |
| 2010-2011 | 2e           | 5e           | 59           | 34           | 17           | 8            | 9            | 52           | 28           | +24          | 32es de finale      |
| 2011-2012 | 2e           | 17e          | 21           | 34           | 6            | 3            | 25           | 21           | 79           | -58          | 32es de finale      |
| 2011-2012 | 2e           | 17e          | 21           | 34           | 6            | 3            | 25           | 21           | 79           | -58          | 32es de finale      |
| 2012-2016 | Club inactif | Club inactif | Club inactif | Club inactif | Club inactif | Club inactif | Club inactif | Club inactif | Club inactif | Club inactif | Club inactif        |
| 2016-2017 | 4e           | 10e          | 13           | 20           | 3            | 4            | 13           | 19           | 31           | -12          | —                   |
| 2017-2018 | 3e groupe A  | 5e           | 36           | 27           | 10           | 6            | 11           | 28           | 29           | -1           | Quarts de finale    |
| 2018-2019 | 1re          | 8e           | 41           | 32           | 12           | 5            | 15           | 35           | 41           | -6           | Quarts de finale    |
| 2019-2020 | 1re          | 11e          | 24           | 32           | 5            | 9            | 18           | 25           | 57           | -32          | Huitièmes de finale |
| 2020-2021 | 1re          | 8e           | 29           | 26           | 8            | 5            | 13           | 25           | 51           | -26          | Seizièmes de finale |
| 2021-2022 | 1re          | 12e          | 17           | 18           | 4            | 5            | 9            | 14           | 30           | -16          | Annulée             |
| 2022-2023 | 1re          | 16e          | 13           | 30           | 3            | 4            | 23           | 18           | 52           | -34          | —                   |

Légende
- Promu en division supérieure
- Relégué en division inférieure

## Personnalités du club

### Présidents
- Bohdan Kopytko

### Entraîneurs
La liste suivante présente les différents entraîneurs du club.
- Roman Laba (en) (juillet 2006-février 2009)
- Stepan Yurchishin (en) (juillet 2007-septembre 2008)
- Serhiy Kovalets (en) (octobre 2008-juin 2009)
- Ihor Yavorskyi (en) (août 2009-novembre 2009)
- Algimantas Liubinskas (en) (décembre 2009-avril 2010)
- Oleksandr Ryabokon (en) (juillet 2010-juin 2011)
- Volodymyr Zhuravchak (en) (février 2012-juin 2012)
- Andrey Demchenko (en) (juin 2018-juillet 2018)
- Gil Paulista (en) (juillet 2018-août 2018)
- Yuriy Bakalov (en) (août 2018-avril 2019)
- Bohdan Blavatskyi (en) (avril 2019-septembre 2019)
- Volodymyr Mazyar (en) (septembre 2019-octobre 2019)
- Eghishe Melikyan (en) (octobre 2019-juin 2020)
- Giorgi Tsetsadze (en) (juin 2020-octobre 2020)
- Vitaliy Shumskyi (en) (intérim) (octobre 2020-mars 2021)
- Anatoliy Bezsmertnyi (en) (mars 2021-août 2021)
- Taras Chopyk (en) (intérim) (août 2021-septembre 2021)
- Oleg Dulub (en) (septembre 2021-mars 2023)
- Anatoliy Bezsmertnyi (en) (mars 2023-juin 2023)

### Joueurs célèbres ou marquants
- Enes Mahmutovic
- Oleksandr Bandura
- Valeriy Fedorchuk
- Vladyslav Vashchuk

## Image et identité

### Logo

Différents logo du FK Lviv
Logo de janvier 2019 à juillet 2021
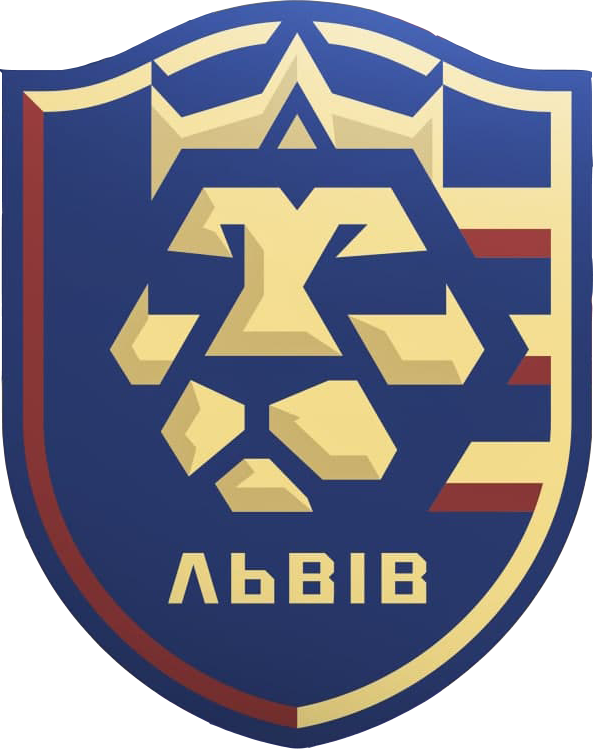
Logo depuis juillet 2021

### Supporter

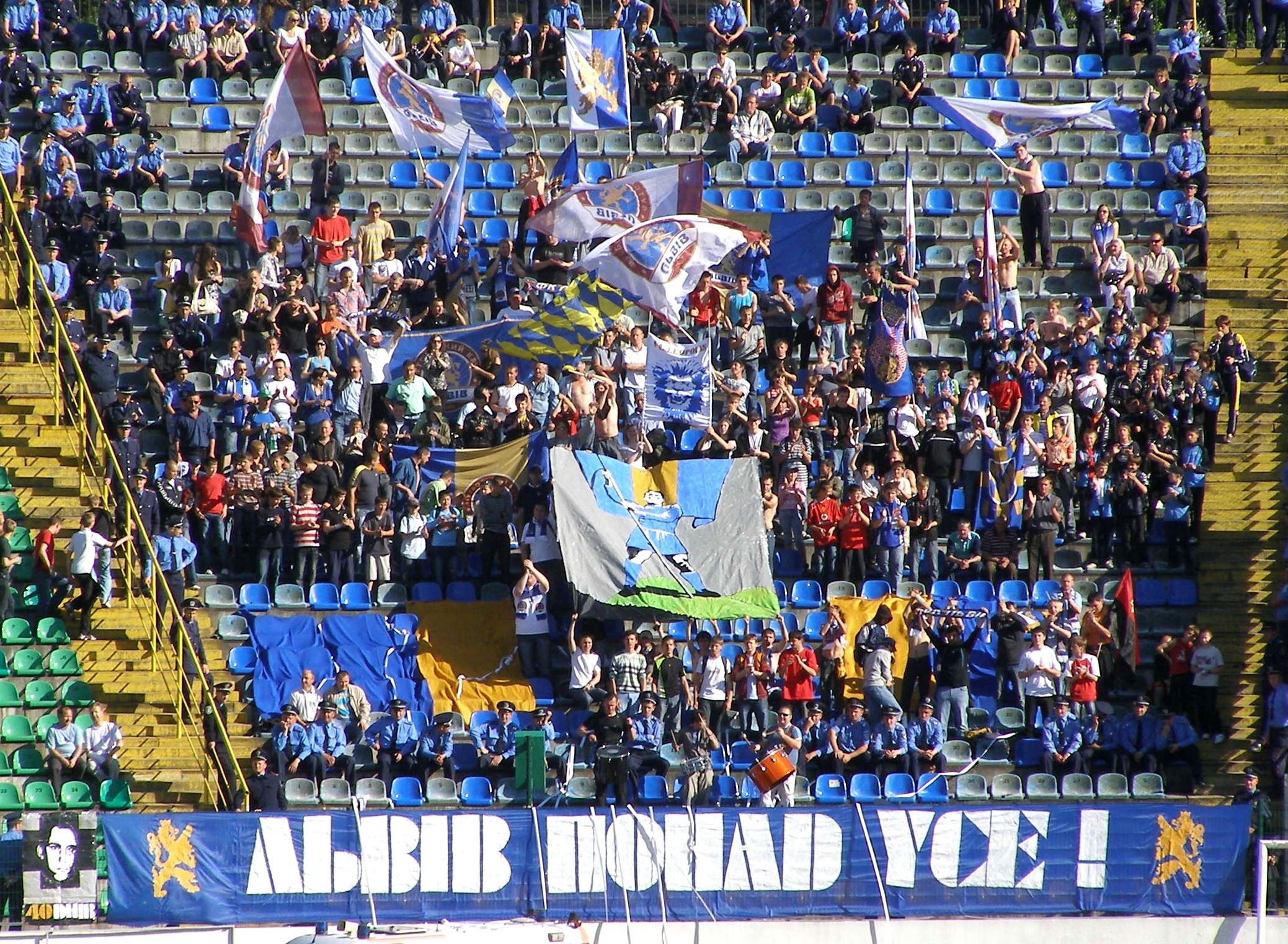
Supporters du FK Lviv en 2009 au Stade Ukraina.

Le nombre de supporter présent au stade a été faible pendant plusieurs années car le club disputait ses matchs à la Lafort Arena, un stade situé à Dobromyl une ville qui est à 120 km de Lviv.

### Rivalité
Le club possède une rivalité avec l'autre équipe de Lviv le Karpaty Lviv. Les deux équipes se sont retrouvées en Premier-Liha pour les saisons 2008-2009, 2018-2019 et 2019-2020.
Les autres principaux sont le Volyn Loutsk et l'Hoverla Oujhorod.